# 颜希惠
颜希惠，明朝山东承宣布政使司兖州府曲阜县（今山东省曲阜市）人，复圣颜回的第五十九代孙。
景泰三年（1452年），朝廷下诏，从颜子、孟子的后代中各选一位年长且贤德者，召至京城授官。同年，负责祭祀的颜希仁被巡按御史顾躭弹劾，朝廷下诏罢免颜希仁，征召颜希惠担任翰林院五经博士。不久，因颜希惠并非嫡子，仍以颜希仁的长子颜议担任这一职务。